# Geogryllus uhleri
Geogryllus uhleri är en insektsart som först beskrevs av Barbara Rae Randell 1964.  Geogryllus uhleri ingår i släktet Geogryllus och familjen syrsor. Inga underarter finns listade i Catalogue of Life.